# 曹西康
曹西康（1916年—1991年），男，四川苍溪人，中华人民共和国政治人物，曾任天津警备区司令员，天津市人大常委会副主任。